# Ben Coleman (squash)
Pour les articles homonymes, voir Coleman.
Ben Coleman, né le 13 avril 1991 à Chelmsford, est un joueur professionnel de squash représentant l'Angleterre. Il atteint le 43e rang mondial en octobre 2018, son meilleur classement.
Il annonce sa retraite en janvier 2024.

## Biographie
Dans sa jeunesse, il pratique le karaté à très haut niveau, étant champion du monde dans la catégorie d'âge des moins de 12 ans.

## Palmarès

### Finales
- Open de Pittsburgh : 2018